# Trecasali
Trecasali (emilianisch: Tricasè)  ist eine Fraktion der italienischen Gemeinde (comune) Sissa Trecasali in der Provinz Parma, Region Emilia-Romagna.

## Geographie
Der Ort liegt etwa 16,5 Kilometer nordnordwestlich von Parma am linken Taro-Ufer auf einer Höhe von 33 m s.l.m.

## Geschichte
Trecasali war bis 2013 eine eigenständige Gemeinde. Am 1. Januar 2014 fusionierte Trecasali mit der Gemeinde Sissa zur neuen Gemeinde Sissa Trecasali. Trecasali hatte am 31. Dezember 2013 3741 Einwohner auf einer Fläche von 29,08 km². Zur Gemeinde gehörten die Fraktionen Campedello, Canonica Vecchia, Case Bocelli, Case Obbi, Favaletto, Fontanone, Ronco Campo Canneto, San Quirico und Viarolo. Nachbargemeinden waren Fontanellato, Parma, San Secondo Parmense, Sissa und Torrile.